# Лобов Олег Іванович
Олег Іванович Лобов (7 вересня 1937, місто Київ — 6 вересня 2018, місто Москва, Російська Федерація) — радянський і російський діяч, 1-й заступник голови Ради міністрів РРФСР (Російської Федерації), секретар Ради безпеки Російської Федерації, 2-й секретар ЦК КП Вірменії. Член ЦК КПРС у 1990—1991 роках. Депутат Верховної ради Російської РФСР 10-го скликання. Депутат Верховної Ради СРСР 11-го скликання. Народний депутат СРСР (1989—1991). Кандидат технічних наук (1971).

## Життєпис
Народився в родині головного інженера Київського молочного комбінату.
У 1945—1955 роках — учень середніх шкіл станиць Канівської, Старо-Щербинівської, Криловської, Павловської Краснодарського краю. З 1951 по 1965 рік був членом комсомолу.
У вересні 1955 — липні 1960 року — студент будівельного факультету Ростовського-на-Дону інституту інженерів залізничного транспорту, інженер-будівельник за спеціальністю «промислове і цивільне будівництво».
З серпня 1960 по травень 1961 року працював інженером, з травня 1961 по лютий 1962 року — старшим інженером, з лютого 1962 по вересень 1963 року — керівником групи, з вересня по грудень 1963 року — головним конструктором будівельного відділу проєктного інституту «Уралгіпрохім» у місті Свердловську. У грудні 1963 — січні 1965 року — головний конструктор будівельного відділу інституту «УралпромбудНДІпроєкт» у Свердловську. З січня 1965 по квітень 1966 року — в.о. начальника будівельного відділу проєктного інституту «Уралгіпрохім».
Без відриву від виробництва в 1966 році закінчив вечірній Університет марксизму-ленінізму в Свердловську.
У квітні 1966 — березні 1969 року — в.о. керівника, керівник сектору фундаментів наукової частини інституту «УралпромбудНДІпроєкт». У березні 1969 — серпні 1972 року — в.о. головного інженера, головний інженер — заступник директора інституту «УралпромбудНДІпроєкт» у Свердловську.
У січні 1971 року захистив кандидатську дисертацію «Дослідження форм забивних залізобетонних паль раціональної форми».
Член КПРС з лютого 1971 року.
У серпні 1972 — квітні 1975 року — заступник завідувача відділу будівництва Свердловського обласного комітету КПРС.
У квітні 1975 — жовтні 1976 року — завідувач відділу будівництва Свердловського обласного комітету КПРС.
У жовтні 1976 — червні 1982 року — начальник головного територіального управління із будівництва «Головсередуралбуд» Міністерства будівництва підприємств важкої індустрії СРСР у місті Свердловську.
У червні 1982 — травні 1983 року — секретар Свердловського обласного комітету КПРС з питань будівництва.
У травні 1983 — січні 1985 року — 2-й секретар Свердловського обласного комітету КПРС.
23 січня 1985 — 9 липня 1987 року — голова виконавчого комітету Свердловської обласної ради народних депутатів.
У липні 1987 року — інспектор ЦК КПРС.
2 липня 1987 — 17 лютого 1989 року — заступник голови Ради міністрів РРФСР.
17 січня 1989 — листопад 1990 року — 2-й секретар ЦК КП Вірменії.
У червні 1990 року на установчому з'їзді Комуністичної партії РРФСР балотувався посаду першого секретаря ЦК КП РРФСР, але програв вибори Івану Полозкову.
З 19 квітня по 15 листопада 1991 року — 1-й заступник голови Ради міністрів РРФСР з розвитку територій і економічних регіонів (перепризначався 15 липня 1991 року). Під час серпневих подій 1991 року очолював резервний склад Ради міністрів РРФСР у місті Свердловську. Після відставки глави уряду Івана Силаєва (26 вересня 1991 року) Олег Лобов фактично виконував обов'язки голови Ради міністрів РРФСР до формування «уряду реформ» на чолі з Єльциним 6 листопада 1991 року та відставки Ради міністрів РРФСР 15 листопада 1991 року.
З 1991 року очолював «Російсько-японський університет». З листопада 1991 по вересень 1992 року — голова Експертної ради при голові уряду РРФСР. З 2 вересня 1992 року — голова Експертної ради при президентові Російської Федерації. З вересня 1992 року також був головою ради Міжнародної громадської організації Московсько-Тайбейська координаційна комісія з економічного та культурного співробітництва.
З 15 квітня по 18 вересня 1993 року — 1-й заступник голови Ради міністрів (уряду) Російської Федерації — міністр економіки Російської Федерації.
18 вересня 1993 — 18 червня 1996 року — секретар Ради безпеки Російської Федерації. Активно займався «чеченським питанням», одночасно будучи (з 29 серпня 1995 по 10 серпня 1996 року) повноважним представником президента Російської Федерації в Чеченській Республіці.
З 18 червня по 14 серпня 1996 року — 1-й заступник голови уряду Російської Федерації. 14 серпня 1996 — 17 березня 1997 року — заступник голови уряду Російської Федерації.
З 1997 року займався бізнесом, організував дві компанії — Республіканську інноваційну компанію «РІНКО» (нині «Ві Холдинг») та «ЦентрЕКОММАШ». Був президентом Асоціації міжнародного співробітництва.
Помер 6 вересня 2018 року в місті Москві.

## Нагороди і звання
- орден Леніна (.04.1978)
- орден Жовтневої Революції (4.09.1987)
- орден «Знак Пошани» (.01.1974)
- медаль «За освоєння цілинних земель» (1957)
- медаль «Захиснику вільної Росії» (1991)
- медалі
- Почесне звання «Заслужений будівельник РРФСР» (30.06.1982)
- Премія Уряду Російської Федерації в галузі науки і техніки (2000)